# نوریکو بابا
نوریکو بابا (انگلیسی: Noriko Baba؛ زادهٔ ۴ مهٔ ۱۹۷۷) بازیکن فوتبال اهل ژاپن است که در تیم ملی فوتبال زنان ژاپن بازی کرده‌است.